# گورستان گردنه‌سر آ
گورستان گردنه سر A مربوط به عصر آهن دو، I است و در شهرستان املش، بخش رانکوه، روستای بویه واقع شده و این اثر در تاریخ ۲ آبان ۱۳۸۲ با شمارهٔ ثبت ۱۰۶۸۷ به‌عنوان یکی از آثار ملی ایران به ثبت رسیده است.